# 經制錢
經制錢與總制錢合稱經總制錢，皆是宋代的附加雜稅。
北宋宣和年間，爆發方臘之亂，宋廷军政费支出浩繁，发运使兼经制使陳遘以軍費不足，加徵賣酒、印契钱（典賣田宅）、头子钱等杂税七种，以充軍需。因為是经制使的建议，故稱經制錢。杨万里《转对札子》：“民之以军兴而暂佐师旅征行之费者，因其除军帅谓之经制使也，於是有经制之钱。既而经制使之军已罢，而经制钱之名遂为常赋矣。”
绍兴初年經制錢與經制使一度废除，绍兴九年（1139年）又復置。绍兴五年，總制使翁彥國又另立名目徵稅，稱總制錢，二者合稱經總制錢。除此之外，宋朝的雜稅還有月桩钱、板帐钱、二税盐钱、蚕盐钱、丁盐钱、免夫钱、僧道免丁钱、秤提钱、市例钱、折估钱、折布钱、布估钱、畸零绢估钱等。